# Тумсой
Тумсой (рос. Тумсой) — село у Шатойському районі Чечні Російської Федерації.
Населення становить 385 осіб. Входить до складу муніципального утворення Борзойське сільське поселення.

## Історія
Згідно із законом від 20 лютого 2009 року органом місцевого самоврядування є Борзойське сільське поселення.
У селищі розташована Тумсойська вежа.

## Населення
| 2002 | 2010 |
| ---- | ---- |
| 252  | ↗385 |